# 1998年宁蒗地震
1998年宁蒗地震是指1998年11月19日19时38分发生于宁蒗地区的一场地震。该次地震震中位于27°16′N 101°02′E / 27.27°N 101.03°E，震级为Ms 6.2级。共有5人死亡，1974人受伤，其中重伤231人。

## 延伸阅读
- 1998年11月19日云南省宁蒗6.2级地震 （页面存档备份，存于） - 云南省地震局